# Mireia Oriol

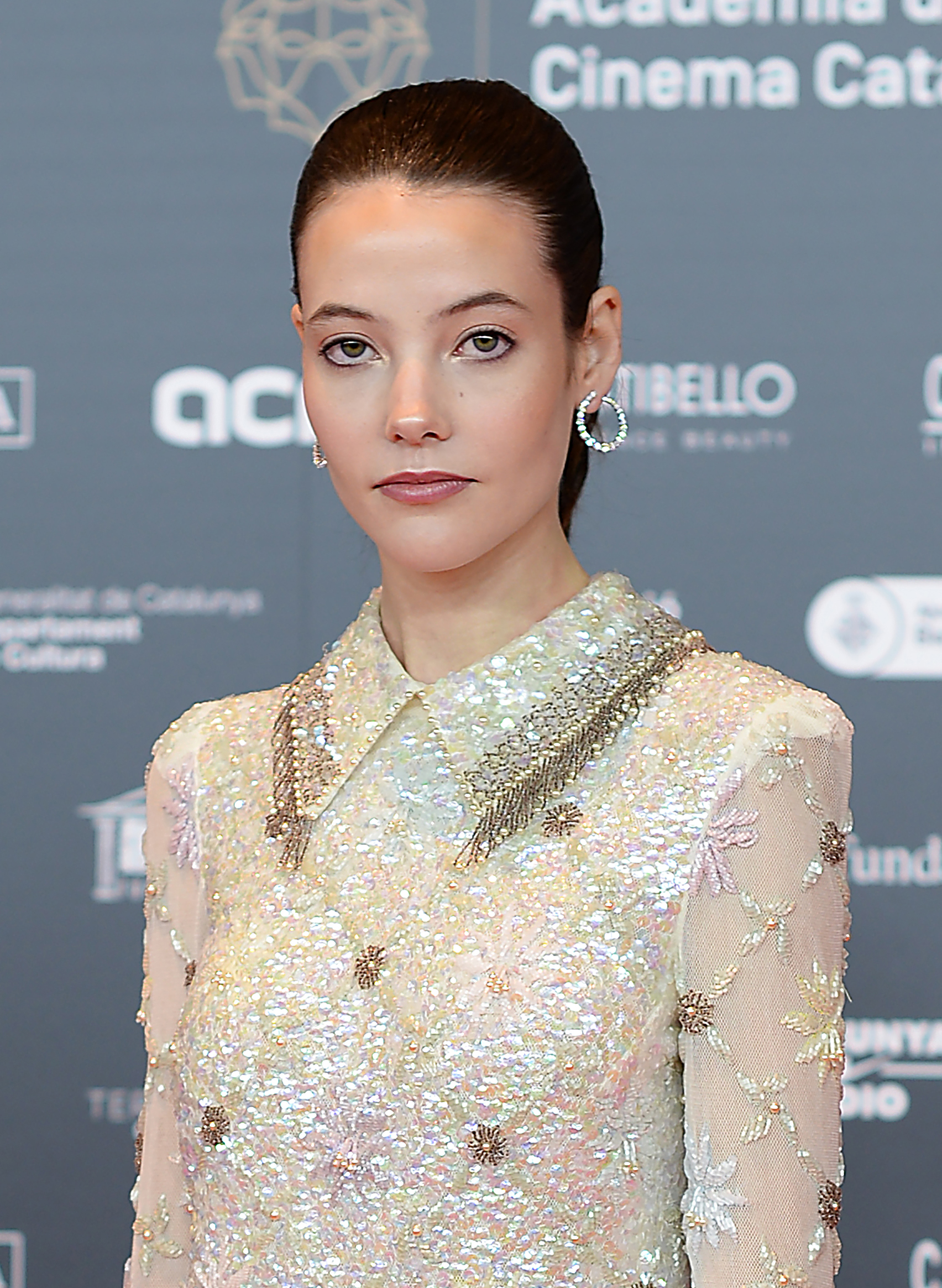
Mireia Oriol (2020)

Mireia Oriol Farrés (* 1996 in Barcelona oder Argentona, Provinz Barcelona) ist eine spanische Schauspielerin.

## Leben
Mireia Oriol begann im Alter von 16 Jahren als Model zu arbeiten. Nach dem Schulabschluss begann sie ein Studium an der Universität Pompeu Fabra. Eine Schauspielausbildung erhielt sie am Giles Foreman Centre for Acting in London, die sie 2017 abschloss.
Ihr Filmdebüt gab sie 2009 in E.S.O. Entitat sobrenatural oculta von Santiago Lapeira. Nach einigen Kurzfilmen hatte sie 2018 eine Rolle in der Serie Com si fos ahir des Senders TV3. Ebenfalls 2018 war sie im Horror-Thriller El Pacto von David Victori an der Seite von Belén Rueda als Clara zu sehen. Von 2019 bis 2020 verkörperte sie in der Serie The Hockey Girls von TV3 die Rolle der Lorena Sánchez. In der im August 2022 auf Netflix veröffentlichten Mystery-Horrorserie Alma von Sergio G. Sánchez mit Milena Smit übernahm sie die Titelrolle. In I am Nevenka (2024) von Icíar Bollaín spielte sie Titelfigur Nevenka Fernández.

## Filmografie (Auswahl)
- 2009: E.S.O. Entitat sobrenatural oculta
- 2016: Lina (Kurzfilm)
- 2016: Amo (Kurzfilm)
- 2016: Waste (Kurzfilm)
- 2017: Sol creixent (Kurzfilm)
- 2018: The Pact (El pacto)
- 2018: Com si fos ahir (Fernsehserie, 5 Folgen)
- 2019: Play Me, I’m Yours (Kurzfilm)
- 2019: Terror.app (Fernsehserie, 6 Folgen)
- 2019–2020: The Hockey Girls (Les de l’hoquei, Fernsehserie, 26 Folgen)
- 2020: Tocats pel foc
- 2020: Pink Pool (Kurzfilm)
- 2020: La treintena (Fernsehserie, 2 Folgen)
- 2020: El arte de volver
- 2021: Amor a primera vista (Kurzfilm)
- 2022: Alma (Fernsehserie, 9 Folgen)
- 2023: Alegre y olé (Kurzfilm)
- 2023: Keratyna
- 2023: La mirada de la Fiona (Fernsehserie, 6 Folgen)
- 2024: I am Nevenka (Soy Nevenka)